# Шевелєва
Шеве́лєва (рос. Шевелева) — присілок у складі Катайського району Курганської області, Росія. Входить до складу Ушаковської сільської ради.
Населення — 86 осіб (2010, 95 у 2002).
Національний склад станом на 2002 рік: росіяни — 64 %.